# FIPS-Countycode
Die Federal Information Processing Standard Publication 6-4 (FIPS 6-4, FIPS-Countycode) ist ein fünfstelliger Federal Information Processing Standard Code, der Landkreise beziehungsweise Countys in den Vereinigten Staaten eindeutig identifiziert.

## Geschichte
Am 2. September 2008 gab das US-Handelsministerium nach dreijähriger Überprüfung von „Öffentlichkeit, Forschungsgemeinschaften, Herstellern, Organisationen für freiwillige Standards sowie Bundes-, Landes- und Kommunalbehörden“ bekannt, dass FIPS 6-4 einer von zehn FIPS-Standards ist, die vom National Institute of Standards and Technology (NIST) zurückgezogen werden. Als „veraltet oder nicht aktualisiert, um aktuelle freiwillige Industriestandards, Bundesspezifikationen, Bundesdatenstandards oder aktuelle bewährte Praktiken für die Informationssicherheit zu übernehmen“, ersetzte das NIST FIPS 6-4 durch „INCITS31 – 2009“ Codes für die „Identifikation der Staaten und gleichwertigen Gebiete in den Vereinigten Staaten, Puerto Rico und den Inselgebieten“.
Als Reaktion auf die NIST-Entscheidung kündigte das US Census Bureau an, dass es die FIPS 6-4-Codes nach der Volkszählung 2010 durch die INCITS 31-Codes ersetzen werden, wobei das Census Bureau neue Codes nach Bedarf für ihre interne Verwendung während des Übergangs zuweisen würde. Das Census Bureau entschied, dass es aufgrund der jahrzehntelangen Verwendung der Terminologie FIPS zur Beschreibung seiner Codes weiterhin den FIPS-Namen für seine aktualisierten Codes verwenden würde, wobei FIPS jetzt für FIP „Series“ stand, da es kein offizielles FIP mehr gab als „Standard“.

### Heutige Nutzung
FIPS-Countycodes werden weiterhin vom Emergency Alert System (EAS) und NOAA Weather Radio (NWR) verwendet, um geografische Standorte für ihre SAME-basierten öffentlichen Warnsysteme zu definieren. In dieser Anwendung wird eine „0“ (Null) als erste Ziffer hinzugefügt und als „Platzhalter“ verwendet, wodurch jeder FIPS-Code eine sechsstellige Folge wird. In Zukunft kann die erste Ziffer in diesem numerischen Schema verwendet werden, um eine vordefinierte Landkreisunterteilung darzustellen.

## Sortierungssystem und Aufbau
Die fünfstelligen Codes von FIPS 6-4 verwendeten den zweistelligen FIPS-Staatscode (FIPS-5-2, ebenfalls am 2. September 2008 zurückgezogen), gefolgt von den drei Ziffern des County-Codes innerhalb des Staates. County FIPS-Codes in den Vereinigten Staaten sind normalerweise (mit wenigen Ausnahmen) in derselben Reihenfolge wie die alphabetische Sortierung der Countys innerhalb eines Bundesstaates. Sie sind normalerweise (aber nicht immer) ungerade Zahlen, so dass neue oder geänderte Landkreisnamen in ihren alphabetischen Sequenzschlitz passen konnten.